# 川うめ
川うめ（かわうめ、川梅）は、三重県志摩市磯部町迫間にある鰻料理店。天保元年（1830年 - 1831年）創業で真珠養殖技術を確立した御木本幸吉が贔屓（ひいき）にしていた店舗である。
川うめのある志摩市磯部町は、町内を流れる川の上流でウナギが獲れたことや養鰻場が近くにあったことから、鰻料理が名物となっている。町内にはほかに店舗が日本国の登録有形文化財である鰻料理店「中六」がある。

## 概説
蒲焼き、川うめ丼などのウナギ料理のほか、冬季には地域特産の的矢かき料理を提供し、「うなぎのとこ漬」は通信販売も行っている。日本国産のウナギのみを使用する。2020年（令和2年）1月2日放送のテレビ東京の番組『出川哲朗の充電させてもらえませんか?』では出川哲朗・稲垣吾郎らが来店し、的矢かきや鰻重を賞味した。
営業時間は11時から19時15分（ラストオーダー）までで、不定休がある。伊勢保健所から「いせしま健康もてなしの店」に認定されており、三重県産品の積極的な使用などに努めている。

## 川うめ丼
川うめ丼は店主の山路太一が1980年代から1990年代頃に創作した鰻丼である。川うめの名物料理であり、常連や地域の客からの注文が多いメニューである。
店主がウナギにネギと海苔を添え、ワサビを溶いたタレをかけてご飯とともに食べてみたところ美味であったため、正式なメニューとした。後にシソの葉が追加され、2009年現在はサラダ、肝吸いとともに供される。
川うめ丼として独立したメニューで供されるほか、セットメニューや定食の一品としても出されている。

## 歴史
天保元年（1830年 - 1831年）創業。創業当時はうどん、弁当、わらじの販売を主に手掛け、ウナギは天然物が獲れたときだけ提供していた。1893年（明治26年）頃には、御木本幸吉が英虞湾の多徳島に養殖場を造るために鳥羽から向かう道中で昼食のために必ず立ち寄り、事業が軌道に乗るにつれ、焼き豆腐などの弁当からウナギ料理に注文するものが変わっていったという。店主と御木本は親しい間柄となり、毎月25日には磯部の名所である伊雑宮・和合山（鸚鵡岩）・天の岩戸の3か所を巡る「三宮参り」をした。
『磯部郷土史』によれば、1960年代の川梅旅館は6つの客室を持ち、個人客20人・団体客40人を収容することが可能であり、テレビ受像機・麻雀・囲碁・将棋を娯楽設備として備えていた。また1965年（昭和40年）に鉄筋コンクリート構造3階建ての店舗を建設した。食事は階段を上がった2階で供していた。
2007年（平成19年）3月に店内を改装し、これまで客席がなかった1階にもテーブル席と座敷を設けた。同年10月1日には御木本から贈られた羽織や自筆の書などを展示するコーナーを設置した。

## 交通
- 近鉄志摩線志摩磯部駅より徒歩約10分[6]。
- 三重交通バス川辺バス停より徒歩約1分（約110m）。
- 第二伊勢道路鳥羽南・白木ICより国道167号経由、自動車で約11分（約7.7km）。
  - 駐車場あり（20台）[6]。